# Yoshikawa
Yoshikawa (吉川市, Yoshikawa-shi) és una ciutat de la prefectura de Saitama, al Japó.
El març de 2016 tenia una població estimada de 71.147 habitants. Té una àrea total de 31,62 km².

## Geografia
Yoshikawa està situada al sud-est de la prefectura de Saitama, aproximadament 20 km en direcció nord-oest des de Tòquio. Està vorejada pel riu Edogawa per l'oest i el riu Nakagawa per l'est.

## Història
L'actual ciutat de Yoshikawa fou establerta l'1 d'abril de 1996.

## Agermanament
- Lake Oswego, Oregon, EUA, des del 1996
- Ichinoseki Iwate, Japó, des de 1997